# Manolo Cardo
Manuel Cardo Romero (Coria del Río, provincia de Sevilla, 16 de junio de 1940) conocido como Manolo Cardo es un exfutbolista y exentrenador de fútbol español.

## Trayectoria

### Como futbolista
Como jugador se inició en los equipos de Coria C. F. de donde pasa al Sevilla Atlético donde juega varias temporadas en Tercera División, hasta que en la temporada 1961-62 el equipo ascendió por primera vez a la Segunda División. Al comienzo de la temporada 1962-63 Manolo Cardo asciende al primer equipo, donde permanece por espacio de cinco temporadas, si bien la temporada 1964-65 la juega en calidad de cedido en el Algeciras C. F.. Cardo jugaba en el puesto de centrocampista, casi siempre con el dorsal 8 a la espalda.

### Como entrenador
Su trayectoria como entrenador del primer equipo del Sevilla F. C., se inició el mes de diciembre de 1981 y concluye al final de la temporada de 1985-86. Tomó al Sevilla F. C. en el penúltimo lugar de la clasificación general y rectificó el camino de tal forma que terminó la liga con el equipo en 7.º lugar y ganando la participación en la Copa de la UEFA. El primer partido de la era Cardo, lo gana el coriano en el estadio del Real Zaragoza, con un Francisco genial y con un Pintinho en vena goleadora hasta el punto que marcó los cuatro goles (1-4). Al final de la primera temporada en el Sevilla F. C. El equipo más usado por Cardo en esa liga estuvo formado por: Buyo, Nimo, Rivas, Álvarez, Blanco, Pintihno, Francisco, Ruda, Juan Carlos, Magdaleno y Santi. En las temporadas siguientes el equipo se clasificó varias veces para participar en la Copa de la UEFA.
Manolo Cardo batió varios récord en el banquillo del Sevilla F. C., siendo hasta el momento (2010) el entrenador que más tiempo estuvo en el Sevilla F. C. y el que más partidos dirigió con un total de 156 partidos en Primera División.
La carrera de Manolo Cardo como entrenador la prosigue en el Cádiz C. F., Recreativo de Huelva, U. D. Las Palmas y Xerez C. D.. Actualmente (2010) es directivo de la Asociación de jugadores veteranos del Sevilla.
El Sevilla F. C. le otorgó la insignia Banquillo de Oro Ramón Encinas, distinción máxima que el Sevilla F. C. entrega a sus ex entrenadores, en 2013.